# Парк Џисонг
Парк Џисонг (кореј. 박지성, Сеул, 25. фебруар 1981) је бивши јужнокорејски фудбалер. Он је први Азијат који је постигао гол у Лиги шампиона и први који ју је освојио (2008. године са Манчестер јунајтедом).
Џи Сонг игра за Фудбалску репрезентацију Јужне Кореје, чији је био члан на Светском првенству 2002. године, где је Јужна Кореја поражена у утакмици за бронзану медаљу од Турске.
Након светског првенства, дотадашњи тренер јужнокорејске репрезентације Гус Хидинк постао је тренер ПСВ Ајндховена, а са собом доводи и Џи Сонга. Две године касније прелази у Манчестер јунајтед за 4 милиона фунти.

## Трофеји
Кјото Перпл Санга
- Друга Џеј лига (1) : 2001.
- Куп цара (1) : 2002.

ПСВ Ајндховен
- Првенство Холандије (2) : 2002/03, 2004/05.
- Куп Холандије (1) : 2004/05.
- Суперкуп Холандије (1) : 2003.

Манчестер јунајтед
- Премијер лига (4) : 2006/07, 2007/08, 2008/09, 2010/11.
- Лига куп Енглеске (3) : 2005/06, 2008/09, 2009/10.
- ФА Комјунити шилд (4) : 2007, 2008, 2010, 2011.
- Лига шампиона (1) : 2007/08. (финале 2008/09, 2010/11).
- Светско клупско првенство (1) : 2008.